# Mommas Steakhouse

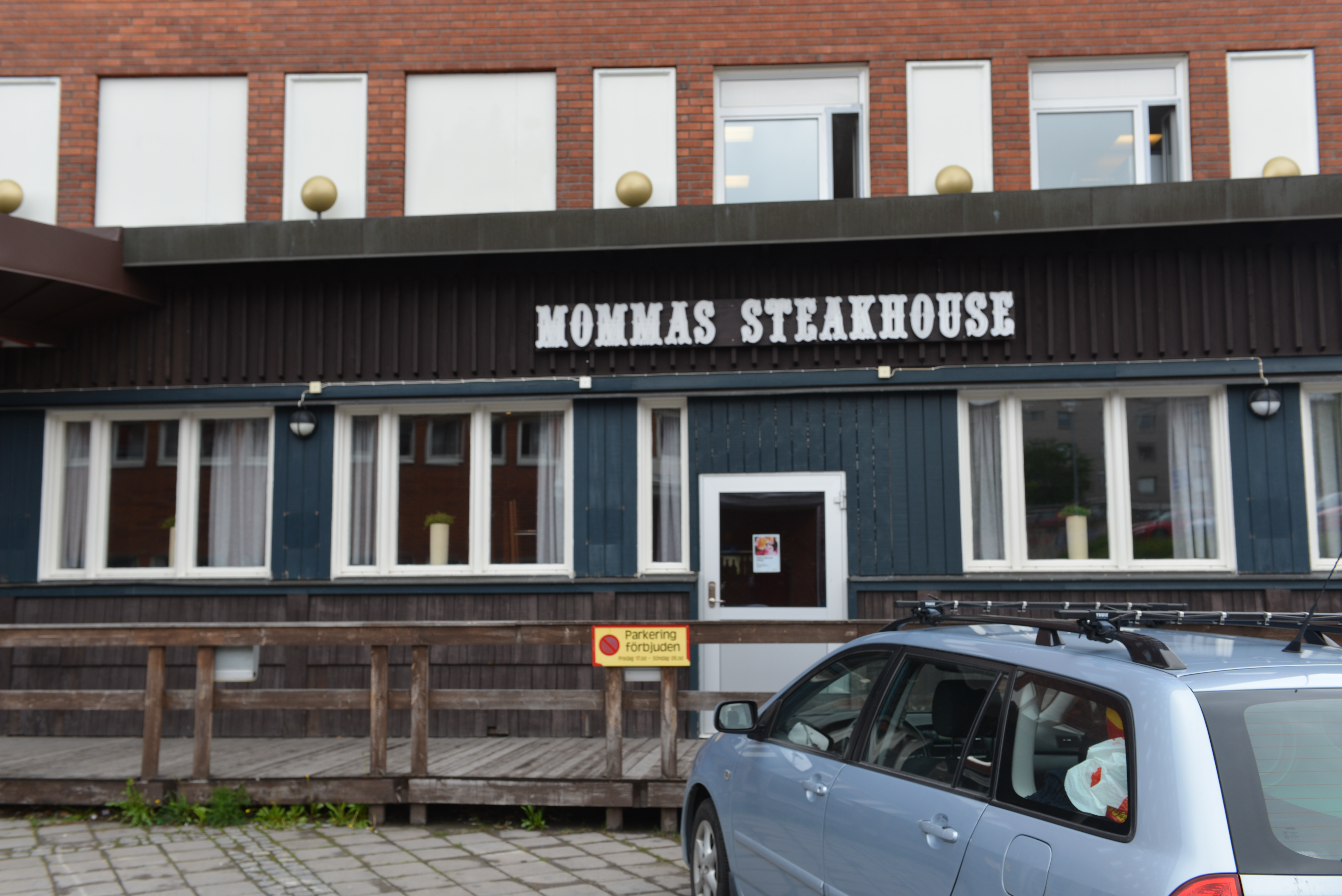
Mommas krog i Kiruna

Mommas Steakhouse, tidigare Mommas krog, är en känd pub och restaurang i Kiruna, belägen på Lars Janssonsgatan i anslutning till hotellet Ferrum. En stor del av besökarna sägs utgöras av raggare i bilar från 1950-talet. Krogen är omnämnd i Ted Ströms "Vintersaga" med textraden "och fyllan växer till på Mommas krog".